# 王屯乡
王屯乡，原名高村乡，是中华人民共和国河南省焦作市修武县下辖的一个乡。

## 行政区划
王屯乡下辖以下村级行政区划单位：
东延陵村、郜延陵村、王村、东黄村、西黄村、新庄村、周流村、付屯村、前董村、后董村、前南孟村、后南孟村、王屯村、段屯村、范庄村和习村。